# Al-Mustaʿlī bi-Llāh
Abū l-Qāsim Ahmad ibn al-Mustansir (arabisch أبو القاسم أحمد بن المستنصر, DMG Abūʾl-Qāsim Aḥmad ibn al-Mustanṣir; * 24. August 1076 in Kairo; † 10. Dezember 1101 ebenda) war unter dem Herrschernamen al-Mustaʿlī bi-Llāh (arabisch المستعلي بالله, DMG al-Mustaʿlī bi-Llāh, in Westeuropa auch Almostali) der neunte Kalif der Fatimiden (1094–1101) und neunzehnte Imam der Mustali-Ismailiten.

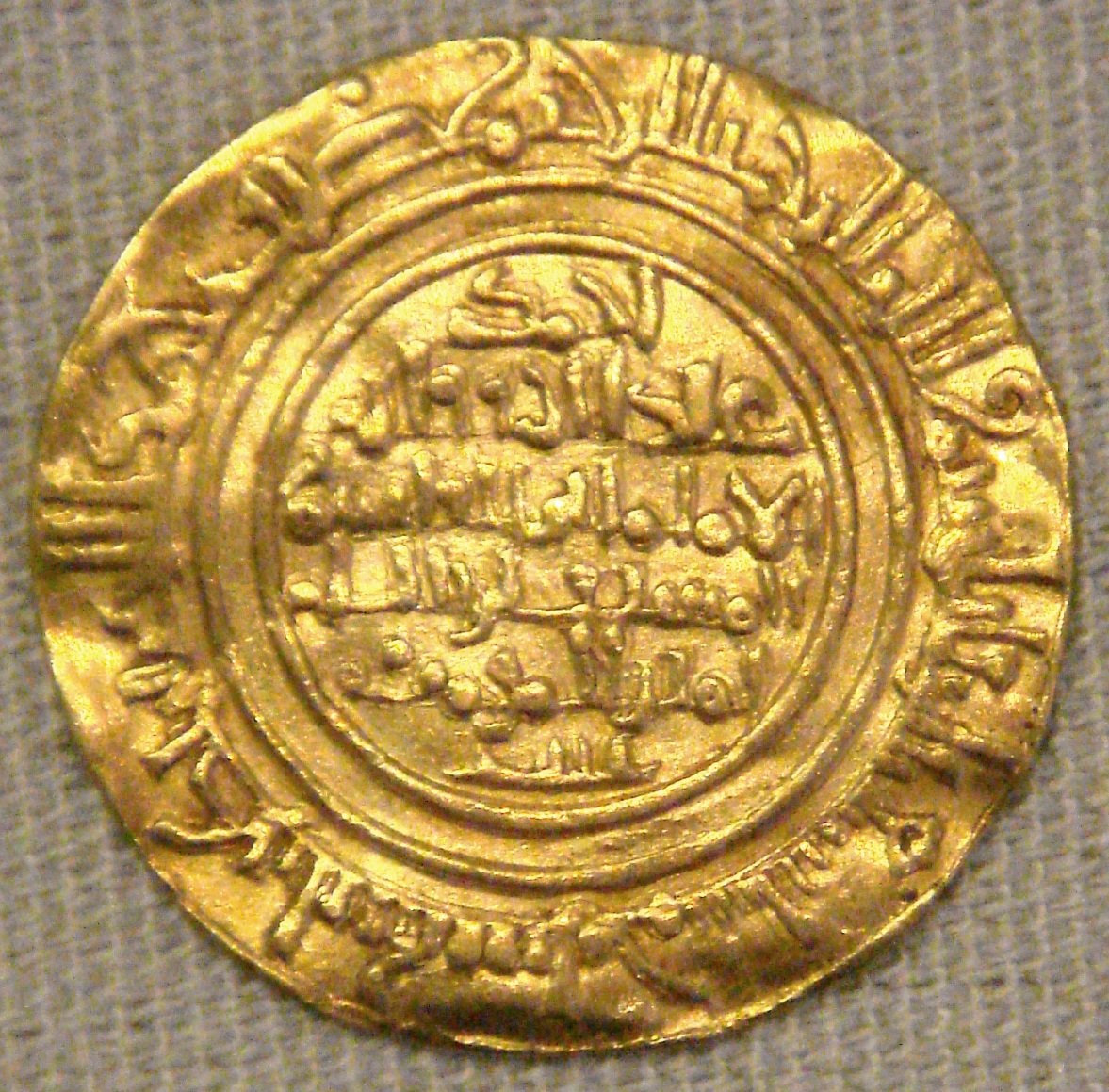
Dinar des Kalifen al-Mustali aus Tripolis

## Leben

### Streit um die Nachfolge
Die Nachfolge des Prinzen Ahmad auf dem Kalifenthron der Fatimiden zu Kairo nach dem Tod des Vaters al-Mustansir trug Züge eines Staatsstreiches, bei dem der regierende Wesir al-Afdal Schahanschah der entscheidende Akteur war. Dieser hatte zuerst vom Tod des alten Kalifen erfahren und umgehend die Inthronisierung dessen jüngeren Sohnes unter dem Herrschernamen al-Mustaʿlī billāh („der durch Gott Erhöhte“) vollzogen. Dies geschah am 29. Dezember 1094, dem achtzehnten Tag des Monats Dhu l-hiddscha im Islamischen Kalender, dem für alle Schiiten heilige Tag von Ghadir Chumm. Der Wesir ließ darauf die älteren Brüder des neuen Kalifen in den Thronsaal beordern und verlangte von diesen die Ablegung einer Huldigungsleistung gegenüber ihrem Bruder und neuem Herrscher. Diesen Handstreich rechtfertigte der Wesir mit einer von al-Mustansir auf dem Sterbebett erteilten Designation (naṣṣ) zu Gunsten des jungen Ahmad, dem damit das unbestreitbare Nachfolgerecht zugefallen sei. Der älteste der Brüder, Prinz Nizar, bestritt allerdings die Existenz einer solchen Designation, da er selbst zuvor schon von seinem Vater eine solche erteilt bekommen habe, womit die Nachfolge rechtmäßiger Weise ihm gebühre.
Durch eine List konnte Prinz Nizar aus Kairo fliehen und in Alexandria ein persönliches Gegenkalifat zu seinem Bruder ausrufen, doch konnte er schon 1095 militärisch besiegt und gefangen genommen werden. In einem Kerker zu Kairo wurde er schnell beseitigt, wohl auf Geheiß des Wesirs. Die schnelle Klärung des Nachfolgestreits zu al-Mustalis Gunsten hatte allerdings verheerende Folgen für das Schiitentum der Ismailiten, der er ex officio mit seinem Kalifenamt auch als Imam vorstehen sollte. Während dieser Anspruch von den innerhalb des Machtbereichs des Fatimidenkalifats lebenden Ismailiten anerkannt wurde, verweigerten jene jenseits davon lebende ihre Anerkennung. Dies betraf vor allem die gesamte Ismailitengemeinde von Persien, die von dem charismatischen Missionar Hassan-i Sabbah geführt wurde. Unter seiner Führung erkannten die persischen Ismailiten das Nachfolgerecht des Nizar und seiner Nachkommen als Imame der Glaubensgemeinschaft an und kündigten al-Mustali gegenüber die Gefolgschaft auf, der von ihrem Standpunkt gesehen ein Usurpator war. Damit nahm die Spaltung der ismailitischen Schia ihren Anfang, die fortan die Gruppen der Mustali-Ismailiten und Nizari-Ismailiten (die „Assassinen“ der Christen) bildeten, von denen jede die Fortführung des wahren Ismailitentums für sich reklamierte und die deshalb nun eine gegenseitige Feindschaft pflegten.

### Konfrontation mit den Kreuzrittern
Während sich diese Vorgänge im Orient zutrugen, wurden im fernen französischen Clermont im November 1095 die Christen zum Kreuzzug zur Befreiung Jerusalems von der Herrschaft der „Ungläubigen“ aufgerufen. Die Stadt wie auch ganz Syrien und Palästina waren seit einigen Jahrzehnten zwischen den sunnitischen Seldschuken und den schiitischen Fatimiden ein hart umkämpftes Gebiet. Während der Christenverfolgung des Kalifen al-Hakim, dem Urgroßvater al-Mustalis, wurde hier die den Christen heilige Grabeskirche zerstört, was unter anderem beim Kreuzzugsaufruf als Motiv aufgeführt wurde.
Als die Ritter des ersten Kreuzzuges im Spätjahr 1097 von Kilikien kommend in den vorderen Orient eindrangen, befand sich Jerusalem noch unter der Kontrolle der mit den Fatimiden verfeindeten Seldschuken. Wesir Schahanscha nahm daher mit den vor Antiochia lagernden Kreuzrittern Kontakt zum Zwecke eines gemeinsamen Bündnisses auf. Im August 1098 gelang es ihm nach kurzer Belagerung, Jerusalem wieder unter fatimidische Kontrolle zu bringen. Ein mögliches Bündnis mit den „Franken“, deren Gesandtschaft in Jerusalem anwesend war, kam nun allerdings nicht mehr zustande, wohl weil der Wesir deren Bedingung zur Aufgabe der heiligen Stadt nicht erfüllen wollte. Im Juni 1099 marschierten die christlichen Ritter daher vor Jerusalem auf und erstürmten die Stadt nach einer einmonatigen Belagerung am 15. Juli 1099, dabei ein Massaker unter der muslimischen Bevölkerung anrichtend, wobei die in den diversen Überlieferungen überbrachten Opferzahlen stark variieren. Ein Rückeroberungsunternehmen des Wesirs scheiterte mit dessen Niederlage in der Schlacht von Askalon gegen die zahlenmäßig unterlegenen Franken unter Gottfried von Bouillon am 12. August 1099. Die Landnahme der Franken im vorderen Orient war für das Fatimidenkalifat mit einschneidenden territorialen Verlusten einhergegangen. Durch die Gründung des Königreichs Jerusalem und anderer Kreuzfahrerstaaten verloren sie die Verbindung nach Syrien und damit auch die Möglichkeit der von ihnen angestrebten Beseitigung des sunnitischen Kalifats der Abbasiden in Bagdad. In den stark befestigten Seestädten Tyrus, Sidon, Beirut, Tripolis und Aschkelon, sowie in Apamea am Orontes konnten sich fatimidische Besatzungen einstweilen noch behaupten.
Der junge Kalif al-Mustali hatte an der Regierung seines Kalifats und im Kampf gegen die Franken keinerlei persönlichen Anteil. Er stand ganz unter der Kontrolle des Wesirs Schahanschah, der auch sein Schwager war. Bereits am 10. Dezember 1101 starb der Kalif im Alter von fünfundzwanzig Jahren und der Wesir besorgte die Inthronisierung des jungen Prinzen Mansur als al-Amir zum neuen Kalif.

## Quelle
- Ibn Challikan, „Das Ableben bedeutender Persönlichkeiten und die Nachrichten über die Söhne der Zeit“ (Wafayāt al-aʿyān wa-anbāʾ abnāʾ az-zamān). Hrsg. von William Mac Guckin de Slane: Ibn Khallikan’s biographical dictionary, Band 1 (1842), S. 159–162.